# Isaac Newton
Cet article concerne le mathématicien et physicien. Pour le bryologiste, voir Isaac Newton (bryologiste). Pour les autres significations, voir Newton.
Isaac Newton (25 décembre 1642 J – 20 mars 1727 J, ou 4 janvier 1643 G – 31 mars 1727 G) est un mathématicien, physicien, philosophe, alchimiste, astronome et théologien anglais, puis britannique. Figure emblématique des sciences, il est surtout reconnu pour avoir fondé la mécanique classique, pour sa théorie de la gravitation universelle et la création, en concurrence avec Gottfried Wilhelm Leibniz, du calcul infinitésimal.
En optique, il a développé une théorie de la couleur fondée sur l'observation selon laquelle un prisme décompose la lumière blanche en un spectre visible. Il a aussi inventé le télescope à réflexion composé d'un miroir primaire concave appelé télescope de Newton.
En mécanique, il a établi les trois lois universelles du mouvement qui constituent en fait des principes à la base de la grande théorie de Newton concernant le mouvement des corps, théorie que l'on nomme aujourd'hui « mécanique newtonienne » ou encore « mécanique classique ».
Il est aussi connu pour la généralisation du théorème du binôme et l'invention dite de la méthode de Newton permettant de trouver des approximations d'un zéro (ou racine) d'une fonction réelle d'une variable réelle.
Newton a montré que les mouvements des objets sur Terre et des corps célestes sont gouvernés par les mêmes lois naturelles ; en se basant sur les lois de Kepler sur le mouvement des planètes, il développa la loi universelle de la gravitation.
Son ouvrage Philosophiae naturalis principia mathematica,, publié en 1687, est considéré comme une œuvre majeure dans l'histoire des sciences. C'est dans celui-ci qu'il décrit la loi universelle de la gravitation, formule les trois lois universelles du mouvement et jette les bases de la mécanique classique. Il a aussi effectué des recherches dans les domaines de la théologie et de l'alchimie.
En 1704, il publie son ouvrage fondamental d'étude de la lumière, Optiks, dont il démontre la nature composée de celle-ci.

## Biographie

### Jeunesse

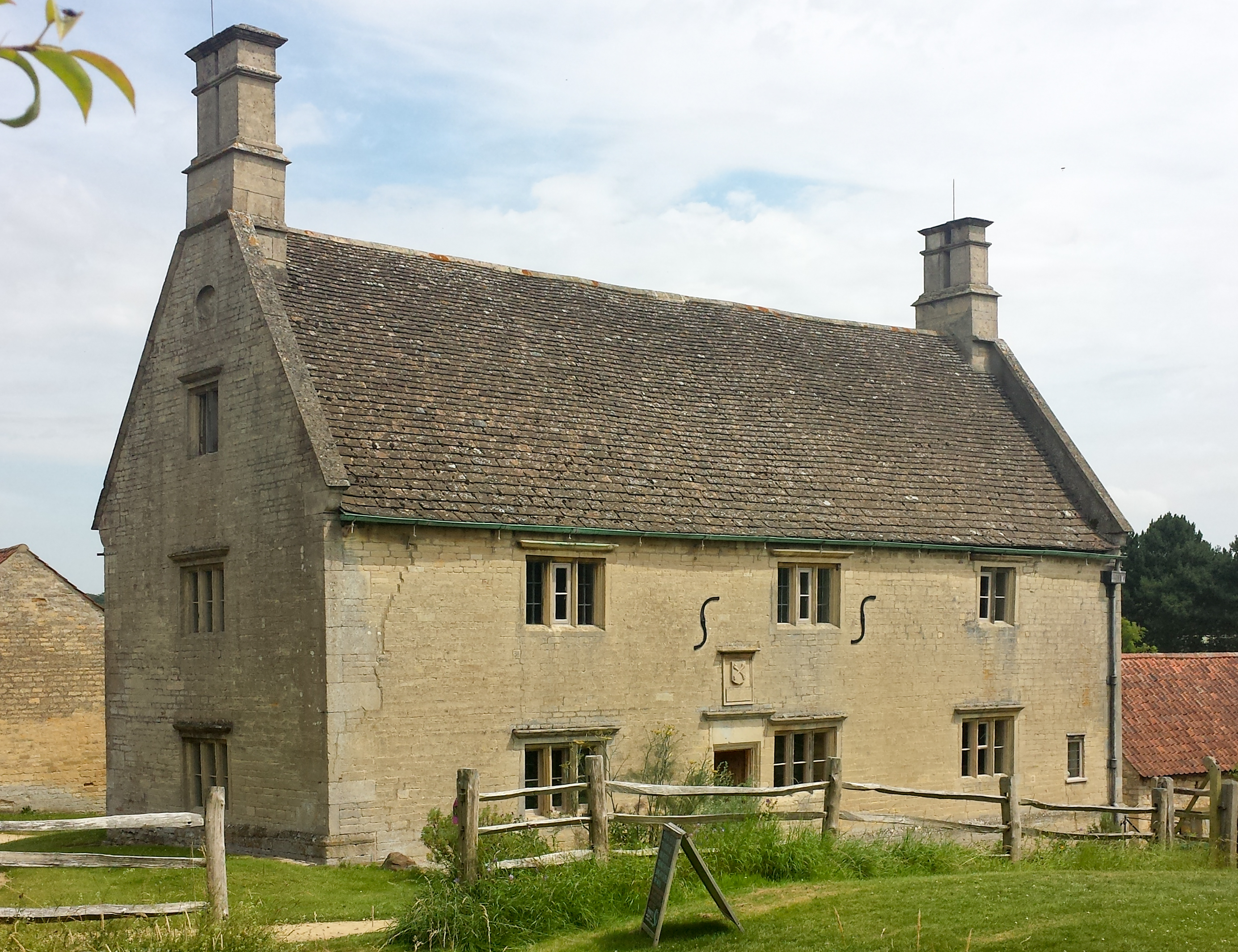
Manoir de Woolsthorpe, lieu de naissance d'Isaac Newton.

L'Angleterre n'ayant alors pas encore adopté le calendrier grégorien, la date de naissance d’Isaac Newton est enregistrée en date du 25 décembre 1642, au manoir de Woolsthorpe près de Grantham, dans le Lincolnshire en Angleterre, de parents agriculteurs. Sa venue au monde est mouvementée : il naît trois mois après la mort de son père, Isaac Newton père, et de façon prématurée. Plus tard, sa mère lui raconte que personne ne pensait qu'il puisse survivre. Sa constitution est si fragile qu'il aurait tenu, dit-elle, « dans un cruchon ». De ses premières années, on ne sait presque rien, en dehors de quelques données rapportées par Newton lui-même.
Il a trois ans lorsque sa mère, Hannah Ayscough se remarie avec Barnabas Smith, pasteur — âgé de 63 ans et économiquement aisé — du village voisin de North Witham. Un conflit survient quand sa mère déménage avec son époux à North Witham. Comme Barnabas ne veut pas s'occuper d'Isaac, celui-ci est laissé à la garde de ses grands-parents maternels, dont la famille, peuplée de gens d'Église et d'universitaires, est chargée de sa formation. Mais cette séparation suscite en lui un fort sentiment « (d'angoisse, d'agressivité et de peur » qui fait de lui un égocentrique précoce. Chaque fois que quelqu'un tente de lui enlever ce qu'il estime être son bien, il réplique avec une violence démesurée. Même s'il peut compter sur des oncles, tantes et cousins qui vivent dans les environs, il souffre de son enfance solitaire et cette souffrance contribue à son isolement.
À cinq ans, il fréquente les écoles primaires de Skillington et de Stoke.
Il a dix ans lorsque meurt son beau-père Barnabas. Sa mère revient à la maison familiale de Woolsthorpe avec les trois enfants qu'elle a eus du pasteur. Hélas, le bonheur de retrouver sa mère est de courte durée : un an plus tard — il a douze ans — Newton est envoyé à l'école primaire de Grantham (à onze kilomètres de sa maison natale). Il ne prend pas sa scolarité très au sérieux — il est toujours assis au fond de la classe — jusqu'au jour où, en sortant du collège, il se bat avec un camarade deux fois plus grand et le terrasse. Non content de l'avoir mis à terre, il veut aussi le dominer intellectuellement et, à partir de ce moment, n'a de cesse d'occuper la place de premier de la classe. Cette anecdote révèle un trait crucial de son caractère : le désir de l'emporter sur ses rivaux, qu'il considère comme inférieurs. Il est logé chez le pharmacien Clark — dont l'épouse est une amie de sa mère — et il profite de la bibliothèque bien fournie en ouvrages scientifiques pour s'initier aux rudiments de la « philosophie naturelle » (la physique). Le dessin est aussi son autre passion, comme le montrent les murs de la maison du pharmacien Clark, ornés de portraits d'animaux, de fleurs et de figures géométriques. Dans cette demeure, il y a aussi des cadrans solaires pour lesquels Newton affiche une véritable dévotion. Il reste quatre années au collège de Grantham jusqu’à ce que sa mère le rappelle à Woolsthorpe pour qu’il devienne fermier et qu’il apprenne à administrer son domaine.
Plusieurs personnes de son entourage s'aperçoivent que Newton n'est pas fait pour les travaux des champs et décèlent ses dons scientifiques. William Ayscough, le frère de sa mère, insiste pour qu'il continue ses études et aille ensuite à l'université. Son allié principal est le frère de Madame Clark, le pasteur Humphrey Babington — qui finit par nouer une étroite amitié avec Newton — et enfin, son maître d'école à Grantham, nommé Stokes, qui offre de payer lui-même les frais scolaires et d'accueillir le jeune Newton chez lui jusqu'à la fin de sa formation. Un an plus tard, sa mère accepte que son fils reprenne ses études. Après avoir achevé sa formation scolaire, Newton s'inscrit à l'université.
À dix-sept ans, Newton tombe amoureux d’une camarade de classe, mademoiselle Storey. On l’autorise à la fréquenter et même à se fiancer avec elle, mais il doit terminer ses études avant de se marier. Finalement, le mariage ne se fait pas et il restera célibataire toute sa vie.

### À Cambridge

#### L'étudiant et le chercheur
Newton arrive à Cambridge le 4 juin 1661 et le lendemain, il entre au Trinity College, institution à laquelle il restera lié pendant les quarante années suivantes. Le choix de Trinity, considéré comme le meilleur, repose sur plusieurs motifs : d'une part William Ayscough y a étudié, d'autre part, Humphrey Babington y exerce comme fellow. Newton y est inscrit comme subsizar. Son statut universitaire l'oblige à partager sa chambre avec un autre étudiant, John Wickins, qui fera preuve de sollicitude et d'entraide, l'aidant à réaliser ses expériences et à rédiger ses comptes-rendus de recherche.
Il commence par préparer sa licence ès arts libéraux. À cette époque, l'université reste ancrée dans un programme d'études fondé sur les humanités médiévales, auxquelles Newton ne s'intéresse pas beaucoup. D'après ses carnets, on sait qu'il n'achevait pas ses lectures obligatoires et qu'il en commençait d'autres, nettement plus contemporaines. Les références aux auteurs plus modernes abondent dans ses carnets, tels Descartes, Galilée, Robert Boyle, Henry More, Hobbes et Gassendi. Même si le programme universitaire souffre d'archaïsme, les derniers livres scientifiques en date sont disponibles, si bien que Newton peut consulter les dernières parutions. Newton se comporte en autodidacte dévorant tout ce qui lui tombe sous la main ; il approfondit ce qui attire son attention et reproduit un certain nombre d'expériences. À Cambridge, dans le cadre des mathématiques, on dispense le quadrivium comprenant l'arithmétique de Girolamo Cardano, la géométrie d'Euclide, l'astronomie de Ptolémée et enfin la musique. En 1663 et 1664, Newton découvre les mathématiques dans Miscelanea de Schooten, la Geometria de Descartes, les Clavis mathematica de William Oughtred et les travaux de John Wallis. En 1663 est créée à Cambridge la chaire lucasienne dont le premier titulaire est Isaac Barrow, son maître de mathématiques, et il est possible que Newton ait assisté à ses conférences, ce qui lui a ouvert de nouveaux horizons, insoupçonnés jusqu'alors. En un peu plus d'un an, Newton a été capable d'assimiler par lui-même tous les fondements de l'analyse élaborés au XVIIe siècle. À partir de là, il suit son propre chemin qui doit le mener à la découverte du calcul infinitésimal. En 1664, il écrit dans Quelques questions philosophiques : « Platon est mon ami, Aristote est mon ami, mais ma meilleure amie est la vérité. » À cette époque, la priorité de Newton est de continuer ses études indéfiniment, seule façon de combler sa soif de connaissances. Il choisit Isaac Barrow comme examinateur et, le 28 avril 1664, décroche une bourse (scolarship) qui lui octroie un salaire fixe en plus des frais de subsistance et lui garantit quatre années d'études supplémentaires, jusqu'à la fin de sa licence ès arts libéraux. En janvier 1665, il obtient un titre de bachelier ès arts et envisage de préparer la maîtrise. Cette année-là, l'Angleterre subit une épidémie de peste noire, si bien que l'université ferme ses portes à l'été 1665 et renvoie les étudiants chez eux. Newton part pour Woolsthorpe, c'est là qu'il progresse fortement en mathématiques, physique et surtout optique. Lorsqu'il en revient, il a fortement révolutionné la science de l'époque.
Newton accélère dans ses recherches, il entame en 1666 l’étude des fonctions dérivables et de leurs dérivées à partir du tracé des tangentes sur la base des travaux de Fermat. Il classifie les cubiques et en donne des tracés corrects avec asymptotes, inflexions et points de rebroussement. Ses recherches ne l'empêchent pas de poursuivre son travail universitaire. Le 2 octobre 1667, il obtient le titre de minor fellow attribué aux chercheurs boursiers encore peu spécialisés. Huit mois plus tard, il accède au statut de major fellow et cette même année 1668, il obtient le titre de Master of Arts qui comporte l'obligation de prendre les ordres au sein de l'Église anglicane pour une durée minimale de sept ans.
En 1669, il rédige un compte rendu sur les fondements du calcul infinitésimal qu’il appelle « méthode des fluxions ». Newton a fondé ainsi l’analyse mathématique moderne. En 1669 toujours, Newton succède à son maître Barrow — qui s'était démis pour se consacrer exclusivement à la théologie — et reprend sa chaire de professeur lucasien de mathématiques. Trois ans plus tard, à l’âge de 29 ans, il entre à la Royal Society de Londres, où il fera la rencontre de Robert Boyle, homme très influent. Il réussit l’exploit de mettre au point un télescope à miroir sphérique dépourvu d’aberration chromatique. L’année suivante, il prend la décision de divulguer grandement ses travaux sur la lumière, ce qui le rend célèbre d’un seul coup. Cette célébrité fait de ses découvertes l’objet de nombreuses controverses et querelles dont il a horreur.

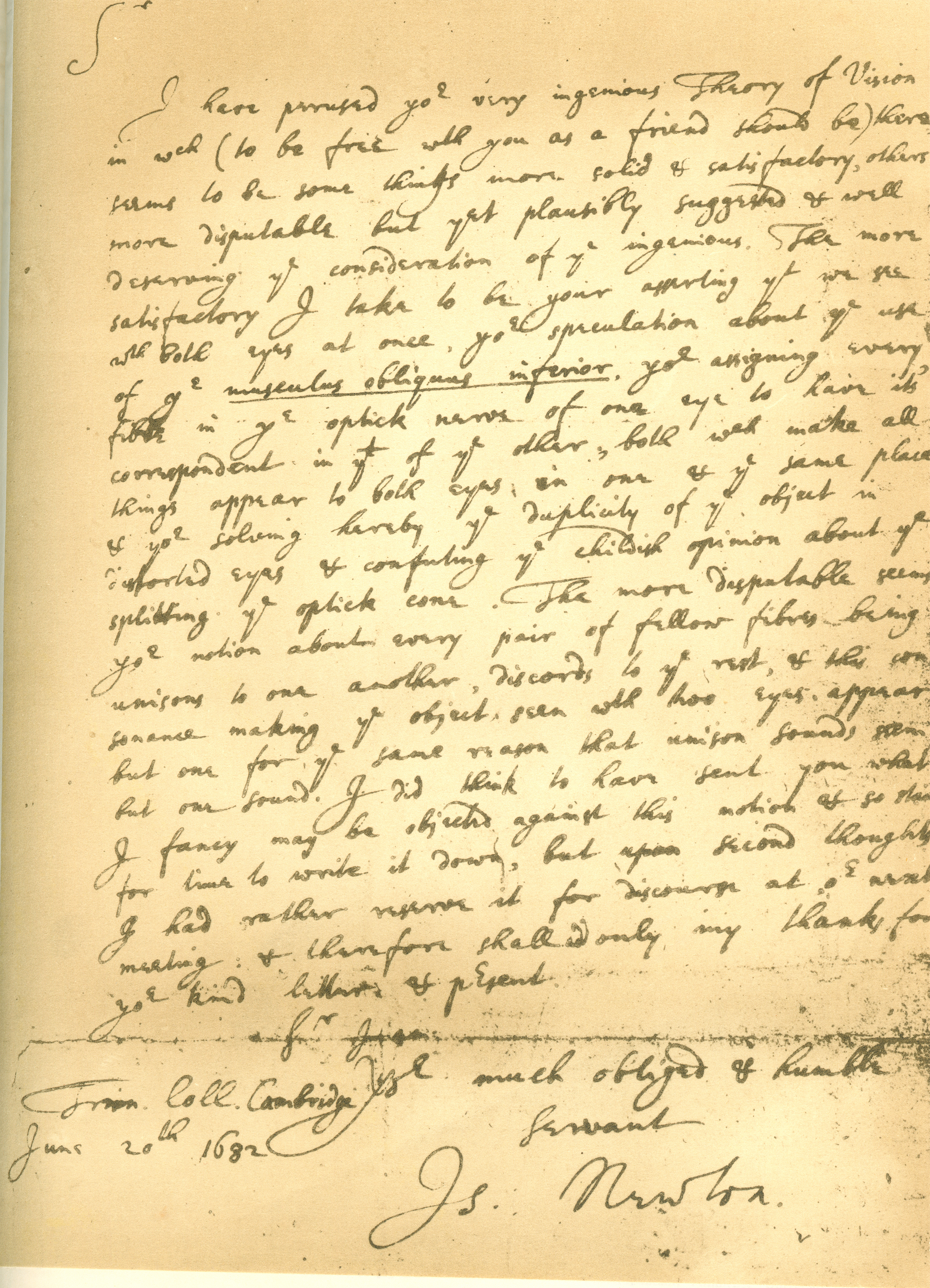
Lettre datée du 20 juin 1682 d'Isaac Newton au Dr William Briggs, commentant son ouvrage A New Theory of Vision.

En 1675, dans son ouvrage Opticks (publié en 1704), il expose ses travaux sur la lumière et prouve qu’elle est constituée d’un spectre de plusieurs couleurs, à l’aide de son prisme. Il complète ses travaux en exposant sa théorie corpusculaire. Après avoir terminé ses travaux en optique, il est contacté en 1684 par l’astronome britannique Edmond Halley — découvreur de la célèbre comète qui porte son nom — à propos des lois de Kepler sur les orbites elliptiques des planètes. Newton répond de manière convaincante et Halley le pousse à publier ses travaux, en finançant même la publication de son ouvrage.
En 1687, il publie donc son œuvre majeure : Philosophiæ naturalis principia mathematica, (Principes mathématiques de la philosophie naturelle). Cette œuvre marque le début de la mathématisation de la physique. En effet, Newton y expose le principe d’inertie, la proportionnalité des forces et des accélérations, l’égalité de l’action et de la réaction, les lois du choc, il y étudie le mouvement des fluides, les marées, etc. Il expose aussi et surtout sa théorie de l’attraction universelle. Les corps s’attirent avec une force proportionnelle au produit de leur masse et inversement proportionnelle au carré de la distance qui les sépare. La simplicité et l'efficacité de cette théorie aura une très forte influence sur les autres sciences au XVIIIe siècle, particulièrement les sciences sociales comme nous le verrons. Toutefois, sur le moment, si le livre est bien accueilli en Grande-Bretagne, sur le continent la réaction est hostile. La traduction d'Émilie du Châtelet de cette œuvre en français fait encore autorité aujourd'hui.
En 1687, il défend les droits de l'université de Cambridge contre le roi Jacques II. Cette action lui vaut d'être élu membre du parlement britannique en 1689 quand le roi, vaincu, doit s'exiler. Durant son mandat, il est très actif dans les débats.

#### Une personnalité complexe
Newton est doté d’une personnalité tourmentée et complexe. Il répugne à communiquer ses travaux et les publie souvent plusieurs années après les avoir achevés. Il a tendance à se replier sur lui-même, vit seul et est un bourreau de travail. En effet, il en oublie parfois de dormir ou de manger. De surcroît, ses relations avec les autres sont souvent problématiques. Par exemple, il s’oppose souvent à Robert Hooke à propos de la lumière et de sa théorie sur la gravitation. Newton attendra que Hooke meure pour publier ses travaux sur l’optique. Hooke accuse Newton de l’avoir plagié sur la théorie des inverses carrés, car ce dernier a commencé ses travaux en parallèle à ceux de Hooke et sans rien dire à personne, ce qui rend Hooke furieux. Newton prétend alors n’avoir pas eu connaissance des recherches de Hooke et n’avoir pas lu ses travaux sur la gravitation ; on sait aujourd’hui que Newton a menti, non pas par culpabilité, mais par horreur du personnage.
En 1677, la mort de son mentor Isaac Barrow, celle de son ami Henry Oldenburg — son unique lien avec la communauté scientifique — et la perte de tout son travail sur les couleurs dans l'incendie de ses appartements, l'affectent fortement pendant plusieurs mois. Il passera vingt-cinq ans avant de publier à nouveau sa théorie de la lumière. En 1679, Newton revient à sa maison natale de Woolsthorpe où sa mère est à l'agonie. Pendant les derniers jours de sa mère, il en prend soin avec un dévouement inédit dans leur relation, et le fait d'assister à ses derniers jours provoque chez lui une grande émotion. Dans sa vie, pourtant, de nouvelles amitiés apparaissent. Sans doute la plus importante est celle qui le lie à Edmund Halley qui, en persuadant Newton de faire connaître sa conception de l'Univers, le fait entrer dans l'histoire de la science.
Vers 1693, Newton traverse une grave période dépressive, une série d'événements sapent durablement son moral. La tension autour de la paternité des découvertes en calcul différentiel, l'épuisement lié au travail alchimique en laboratoire et surtout la brusque rupture de son amitié avec Nicolas Fatio de Duillier, le conduisent à une tension psychique qui débouche sur une crise de folie. Nous connaissons cet épisode par quelques lettres écrites en septembre 1693, dont la première met fin à plusieurs mois de silence pendant lesquels il vit dans un état de prostration et de paranoïa, sujet à des hallucinations. Il y avoue qu'il se trouve dans un état de « grand trouble », qu'il a à peine mangé et dormi au cours des mois précédents, qu'il se sent incapable de « récupérer la fermeté de son entendement » et lui déclare : « Je crois qu'il vaut mieux que j'abandonne votre amitié et que je ne vous revoie plus, ni vous, ni le reste de mes amis, jamais. » Sans doute à l'origine de cette crise, l'épuisement de sa légendaire capacité d'invention. De fait, à partir de cette époque, Newton ne découvre plus rien et passe le reste de sa vie à compiler ses recherches en vue de leur publication,

### À Londres

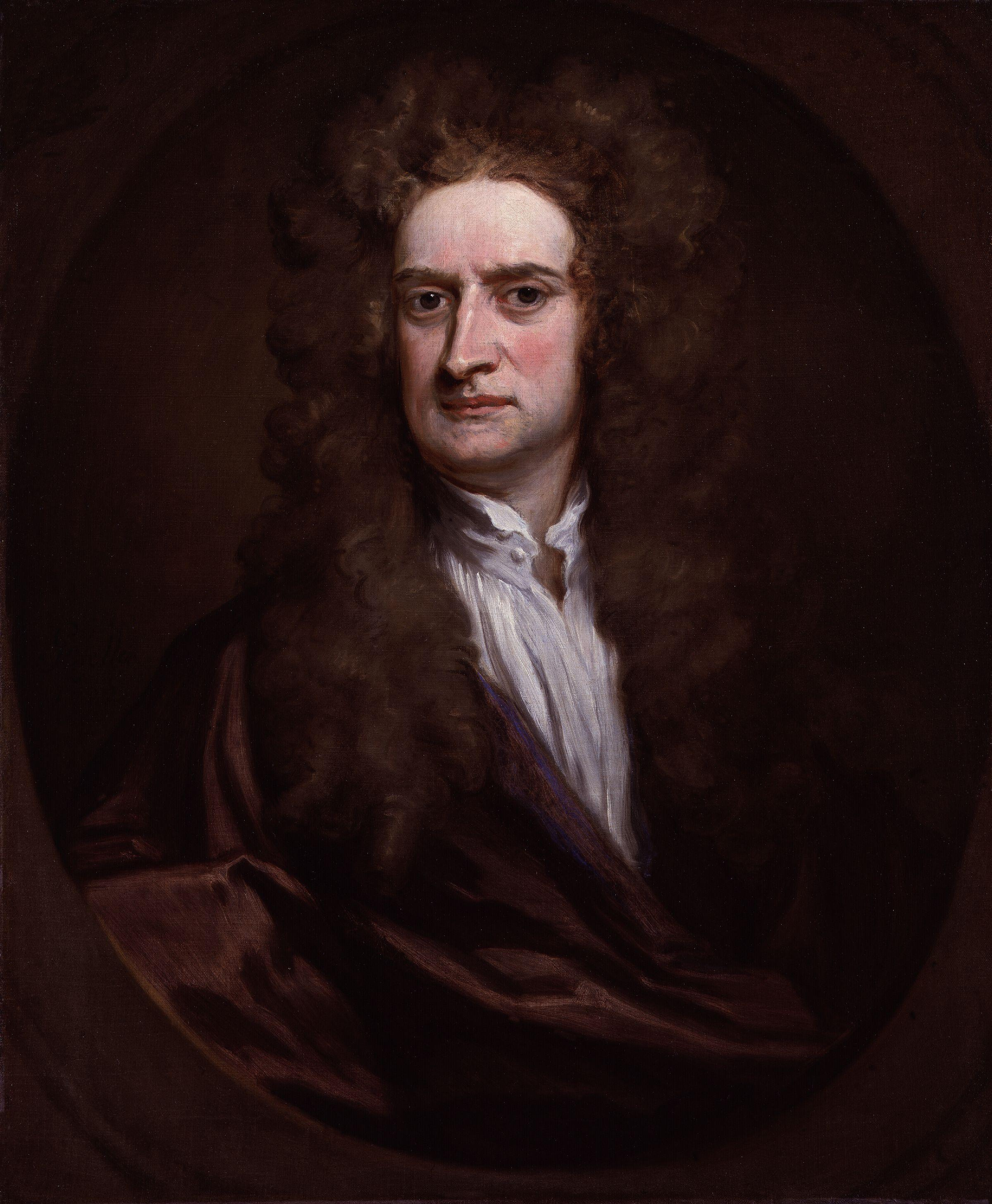
Isaac Newton (Godfrey Kneller, National Portrait Gallery Londres, 1702).

En avril 1696, il démissionne du Collège de Cambridge et quitte la ville pour devenir directeur de la Maison de la Monnaie (Royal Mint), qui lui apporte une amélioration substantielle de son statut économique et social. Il obtient ce poste grâce à l'appui de Charles Montagu — un ancien de Cambridge alors Chancelier de l’Échiquier —, qui cherche des postes à pourvoir pour ses amis. Au contraire de ses prédécesseurs, il prend son travail très au sérieux et fait notamment emprisonner une centaine de faux-monnayeurs.
Newton estime que 20 % des pièces de monnaie mises en circulation pendant la Grande Réforme monétaire de 1696 sont contrefaites. La contrefaçon est alors considérée comme un acte de trahison, passible de mort par écartèlement si les preuves sont irréfutables. Newton rassemble donc des faits et expose ses théories de manière rigoureuse. Entre juin 1698 et Noël 1699, il conduit environ 200 contre-interrogatoires de témoins, d'informateurs et de suspects et il obtient les aveux dont il a besoin. Il n'a pas le droit de recourir à la torture, mais on s'interroge sur les moyens employés puisque Newton lui-même ordonnera par la suite la destruction de tous les rapports d'interrogation. Quoi qu'il en soit, il réussit et emporte la conviction du jury : en février 1699, dix prisonniers attendent leur exécution.
Newton obtient son plus grand succès comme attorney royal contre William Chaloner (en), un escroc particulièrement retors qui s'est suffisamment enrichi pour se poser en riche bourgeois. Dans une pétition au Parlement, Chaloner accuse l'Hôtel des Monnaies de fournir des outils aux contrefacteurs — accusation qui n'est pas nouvelle — et propose qu'on lui permette d'inspecter les procédés de l'Hôtel des Monnaies, pour les améliorer. Dans une pétition, il présente au Parlement ses plans d'une invention qui empêcherait toute contrefaçon. Pendant tout ce temps, Chaloner frappe lui-même de la fausse monnaie, ce que Newton arrive au bout du compte à démontrer devant le tribunal compétent. Le 23 mars 1699, Chaloner est pendu et écartelé.
En 1699, Newton est nommé membre du conseil de la Royal Society puis, après la mort de Robert Hooke, en est élu président — fonction qu'il conservera à vie — en novembre 1703. Entre-temps, en 1701, il lit lors d’une réunion le seul mémoire de chimie qu’il a fait connaître et présente sa loi sur le refroidissement par conduction, ainsi que des observations sur les températures d’ébullition et de fusion.
En 1704, il fait publier, en anglais, ses travaux — qu'il tenait cachés depuis vingt ans — concernant la lumière. Il fera publier une version en latin d'Optiks deux ans plus tard.

Blason d'Isaac Newton.

En 1705, il est anobli par la reine Anne, peut-être moins en raison de ses travaux scientifiques ou de son rôle à la Monnaie que de la proximité d'élections,. Il adopte alors un blason inhabituel constitué d'une paire de tibias humains croisés sur un fond noir, à la manière d'un drapeau de pirate sans tête de mort,. Parmi les explications possibles avancées par les chercheurs pour expliquer ce choix, figure la possibilité d'une référence au symbole mathématique de la chiralité. En 1717, il analyse les pièces de monnaie et en tire une relation or-argent ; cette relation est officialisée par une loi de la reine Anne. En 1720, Newton investit et perd l'essentiel de sa fortune financière dans la bulle de la South Sea Company (mais il n'est pas ruiné, grâce à sa fortune immobilière). Il aurait dit à cette occasion : « Je sais prédire le mouvement des corps célestes, mais pas la folie des gens »,.
Malgré ses succès dans le domaine du calcul et de la science en général, Newton préfère reprendre, au cours de ses dernières années, ses études de théologie. Il étudie à fond la chronologie des prophéties bibliques et écrit des textes sur les hérésies antiques et les religions païennes. La princesse de Galles lui demande de lui envoyer ce travail en cours. Pour se tirer d'embarras, il rédige un extrait connu sous le nom Brève chronologie. En 1725, le jésuite Étienne Souciet, publie de sa propre initiative, cette version abrégée, en français, de The chronology of ancient kingdoms amended — Chronologie corrigée des royaumes de l'Antiquité —, dont le texte complet, en anglais, est publié en 1728, un an après sa mort.

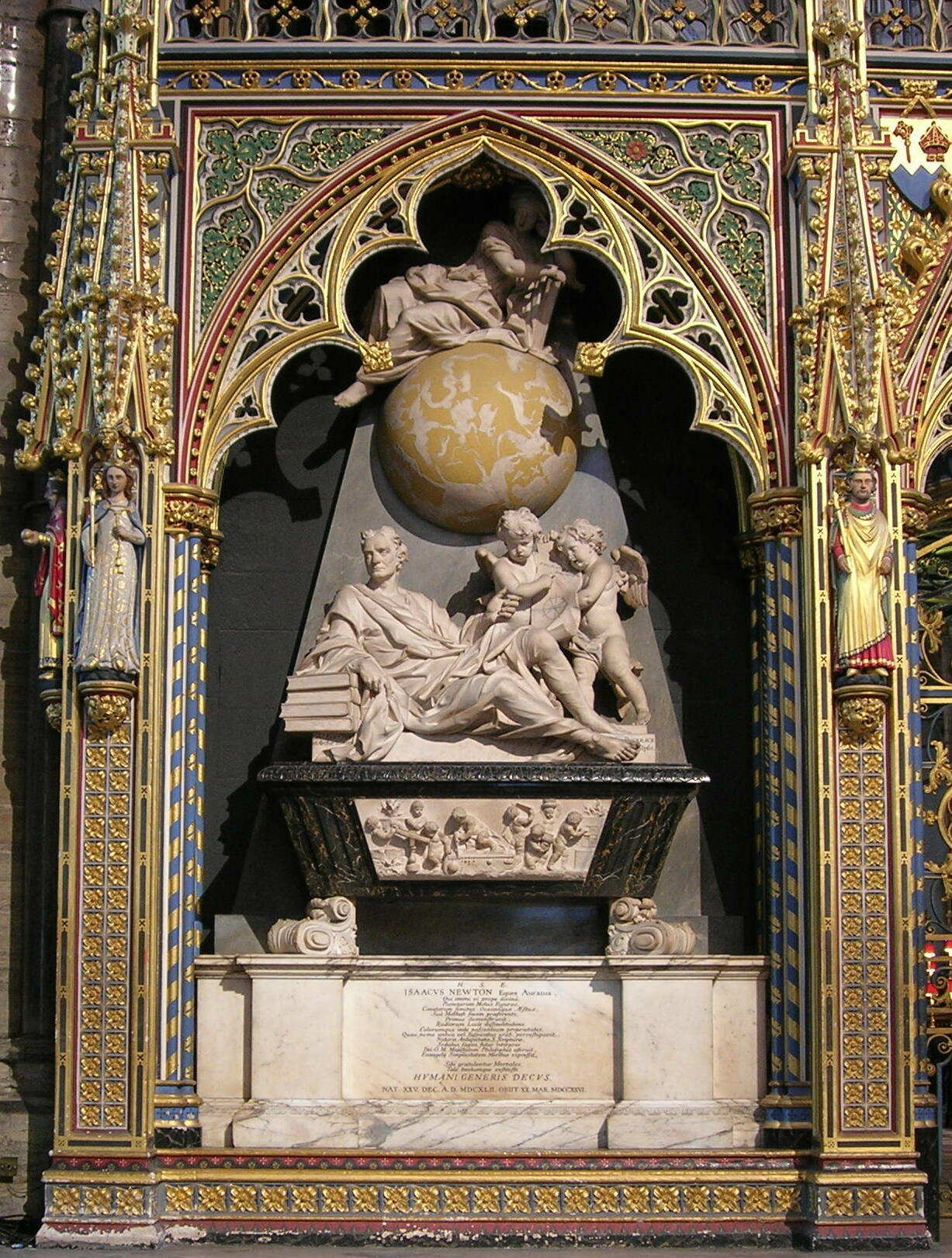
Tombeau dans l'abbaye de Westminster.

Pendant ces années d'études religieuses, sa santé se détériore gravement. À des problèmes mineurs, tels que les calculs rénaux ou la faiblesse des sphincters, viennent s'ajouter une inflammation pulmonaire et une sévère attaque de goutte. Les problèmes respiratoires l'obligent à s'installer à la campagne où son état s'améliore sensiblement. En 1727, Newton, à peine remis d’une crise de goutte, se rend à Londres pour présider une réunion de la Royal Society. Ce voyage le fatigue terriblement. De retour dans sa propriété campagnarde de Kensington, il doit rester alité et meurt le 31 mars 1727, à l'âge de 84 ans. Ses funérailles sont somptueuses. Son cercueil, exposé dans l'abbaye de Westminster, est porté en grande pompe et inhumé dans la nef aux côtés des rois d’Angleterre. Voltaire, qui se trouve alors à Londres, commente, admiratif : « Ce fameux Newton, ce destructeur du système cartésien, mourut au mois de mars de l'an passé 1727. Il a vécu honoré de ses compatriotes et a été enterré comme un roi qui aurait fait du bien à ses sujets. »
Newton est considéré comme l’un des plus grands génies et savants de l’histoire humaine,.

## Théories scientifiques
Quant à la méthode, Newton n'accepte que les relations mathématiques découvertes par l'observation rigoureuse des phénomènes. D'où sa fameuse formule :
« Je ne feins pas d'hypothèses (Hypotheses non fingo). »
Il précise :
« Tout ce qui n'est pas déduit des phénomènes, il faut l'appeler hypothèse ; et les hypothèses, qu'elles soient métaphysiques ou physiques, qu'elles concernent les qualités occultes ou qu'elles soient mécaniques, n'ont pas leur place dans la philosophie expérimentale. »

### Optique

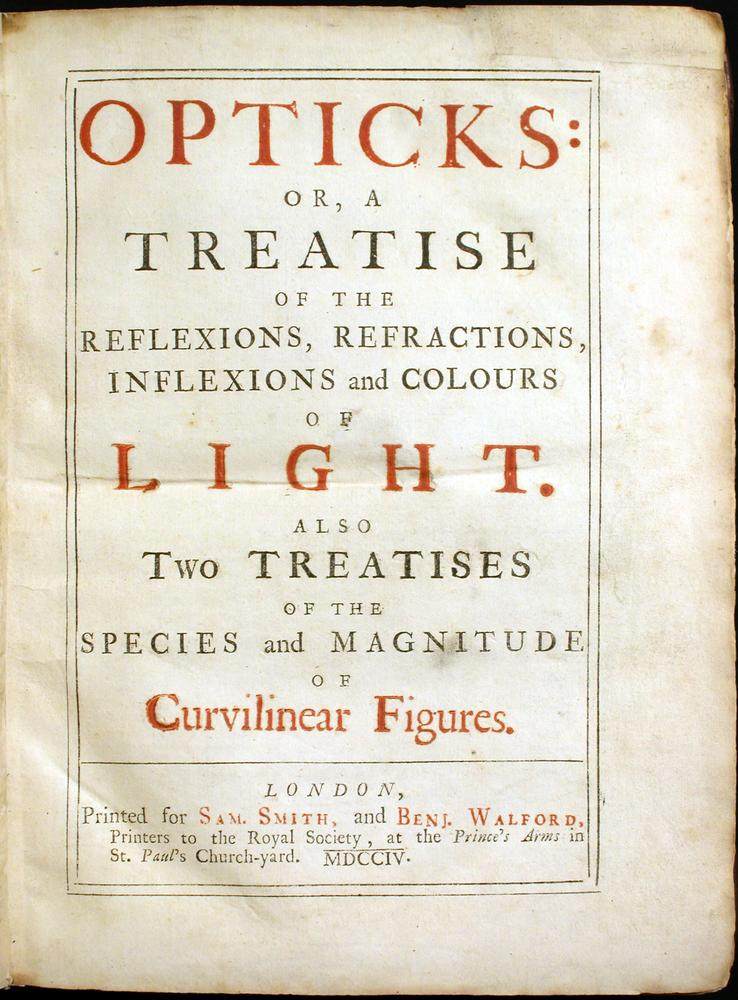
Première édition datant de 1704 du traité Opticks sur la réflexion, la réfraction, la diffraction et la théorie des couleurs.

Il semble que, après avoir étudié l'ouvrage de Robert Hooke sur les couleurs, il ait rejeté ses résultats et se soit mis à élaborer une théorie différente. C'est en janvier 1666 qu’il fait ses premières expériences sur la lumière et sa décomposition. Au cours des années 1670 à 1672, Newton étudie la réfraction de la lumière et démontre qu’un prisme décompose la lumière blanche en un spectre de couleurs, et qu'un objectif avec un deuxième prisme recompose le spectre multicolore en lumière blanche.
Il fait passer les rayons du Soleil à travers un prisme, produisant l'arc-en-ciel de couleurs du spectre visible. Auparavant, ce phénomène était considéré comme si le verre du prisme avait de la couleur cachée. Newton analyse alors cette expérience. Comme il a déjà réussi à reproduire le blanc avec un mini arc-en-ciel qu’il passe à travers un deuxième prisme, sa conclusion est révolutionnaire : la couleur est dans la lumière et non dans le verre. Ainsi, la lumière blanche que l’on voit est en réalité un mélange de toutes les couleurs du spectre visible par l'œil.
Il montre que la lumière colorée ne modifie pas ses propriétés par la séparation en faisceaux de couleurs et note que, indépendamment de savoir si les faisceaux de lumière sont reflétés, dispersés ou transmis, ils gardent toujours la même couleur (la fréquence ne change pas d'un milieu à l'autre). Ainsi, il fait observer que la décomposition de la lumière blanche est le résultat de l'interaction avec les objets qu'elle traverse et qu'elle contient en elle-même les couleurs.
En 1704, il fait publier son traité Opticks dans lequel figurent sa théorie corpusculaire de la lumière, l’étude de la réfraction, la diffraction de la lumière et sa théorie des couleurs. Il y démontre que la lumière blanche est formée de plusieurs couleurs et déclare qu'elle est composée de particules ou de corpuscules. De plus, il ajoute que lorsqu'elle traverse un milieu plus dense, elle est réfractée par son accélération. À un autre endroit de son traité, il explique la diffraction de la lumière en l'associant à une onde.

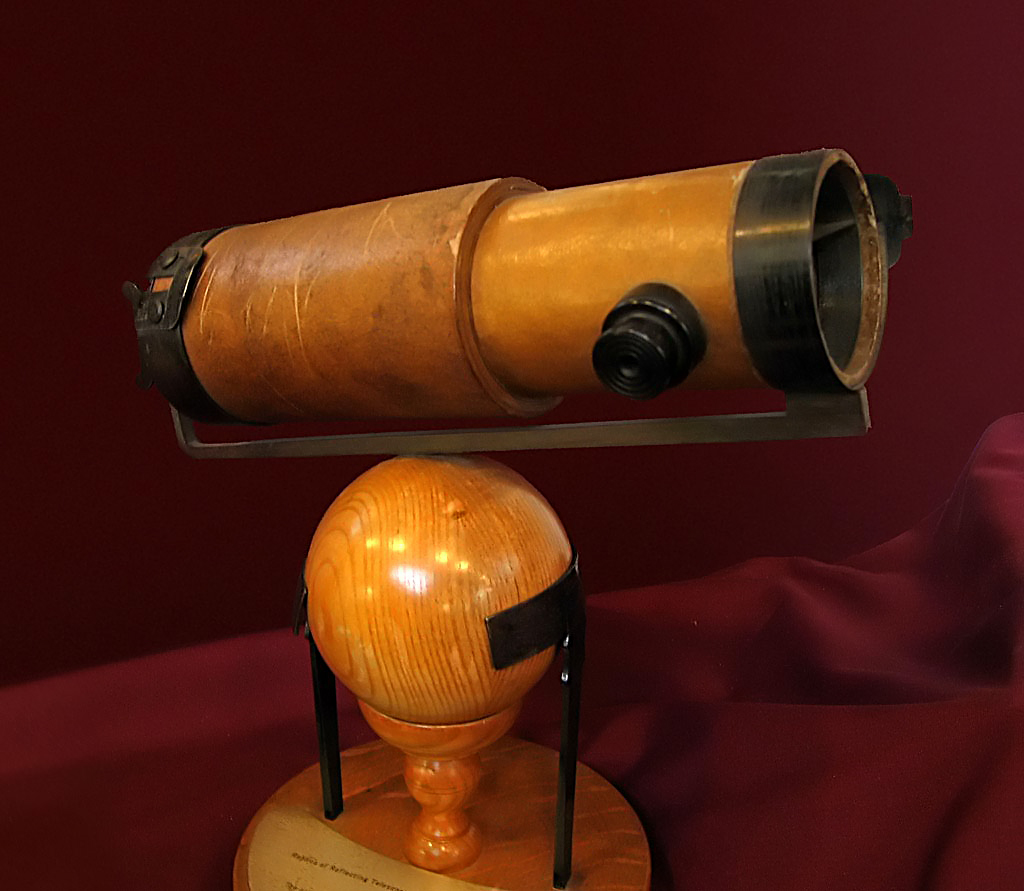
Réplique du télescope de 6 pouces (150 mm) qu’Isaac Newton présenta à la Royal Society en 1672.

En 1671, il améliore un instrument d'optique de son époque, le télescope à réflexion de Gregory. Conséquence de son étude de la réfraction — la dispersion des couleurs —, il conclut que tout télescope à réfraction ou lunette astronomique présente une dispersion de la lumière ou aberration chromatique, qu'il pense impossible de corriger. Il résout cependant le problème en inventant le télescope à réflexion par miroir concave, naturellement dépourvu d'aberration chromatique, connu sous le nom de télescope de Newton. On sait depuis Chester Moore Hall et surtout John Dollond que l'aberration chromatique peut être compensée en utilisant plusieurs lentilles en verres d'indices de réfraction différents.
Fabriquant ses propres miroirs à partir d'un bronze à haut pouvoir réfléchissant, il juge la qualité de l’image optique au moyen du phénomène appelé aujourd’hui anneaux de Newton. Ainsi, il a été en mesure de concevoir un instrument supérieur à la lunette astronomique de Galilée, en élargissant son diamètre sans altération de l’image. Il construit alors la première version de son télescope à réflexion composé d'un miroir primaire concave.
En 1671, Isaac Barrow assiste à une réunion de la Royal Society et présente le télescope de Newton, qui plonge l'assistance dans la stupeur. En plus d'éviter l'aberration chromatique, l'appareil inventé par Newton obtient un meilleur agrandissement, bien qu'il soit de petite taille — le premier télescope qu'il a construit mesure environ 15 cm de long et augmente pourtant quarante fois le diamètre de l'image —. En 1672 et sur invitation, Newton présente à la Royal Society son télescope à réflexion qui surpasse tellement tout ce que l'on sait faire à l'époque, qu'il lui permet d'y entrer par la grande porte le 11 janvier 1672. Le plus grand souci de la Royal Society est d'éviter qu'un étranger ne copie le télescope. Un mois après son élection comme membre de la Royal Society, Newton envoie au secrétaire de cette institution un traité sur les couleurs, dans lequel il élabore un schéma de sa théorie en s'appuyant sur trois expériences.
Dans son traité Opticks de 1704, Newton expose sa théorie de la lumière. Il considère qu'elle est composée de corpuscules très subtils. La matière ordinaire est constituée de plus gros corpuscules. Newton a déclaré que la lumière est composée de particules ou de corpuscules. Que lorsqu’elle traverse un milieu plus dense, elle est réfractée par l'accélération. Il explique la diffraction de la lumière en associant ces particules à des ondes.
Robert Hooke, considéré comme un expert en optique — c'est lui qui a fabriqué en 1673 le télescope conçu par James Gregory en 1663 —, manifeste son intérêt mais critique férocement le traité, signalant l'insuffisance de la démonstration. Newton répond avec fureur, affirmant que Hooke n'a rien compris à son travail et qu'il est impossible qu'il ait pu reproduire son expérience en si peu de temps. C'était une chose certaine et Hooke lui avoue plus tard qu'il n'a consacré que quelques heures à étudier l'article. Les deux hommes demeurent ennemis à vie. Mais Hooke n'est pas le seul à émettre des critiques. Christian Huygens fait d'abord l'éloge de sa théorie avant de lui trouver quelques défauts. Mais sans doute la dispute la plus envenimée est celle qui l'oppose au jésuite anglais Francis Hall. Fatigué des objections qui lui enlèvent son bien le plus précieux — son temps d'étude —, Newton se retire alors de tout débat public,.
En France, Jacques Gautier d'Agoty dans Chroma-génésie ou génération des couleurs,, paru en 1751, critique la théorie newtonienne de la génération des couleurs et de la raison de l’arc-en-ciel. Jean-Jacques Rousseau soutiendra la théorie de Newton.

### Mécanique

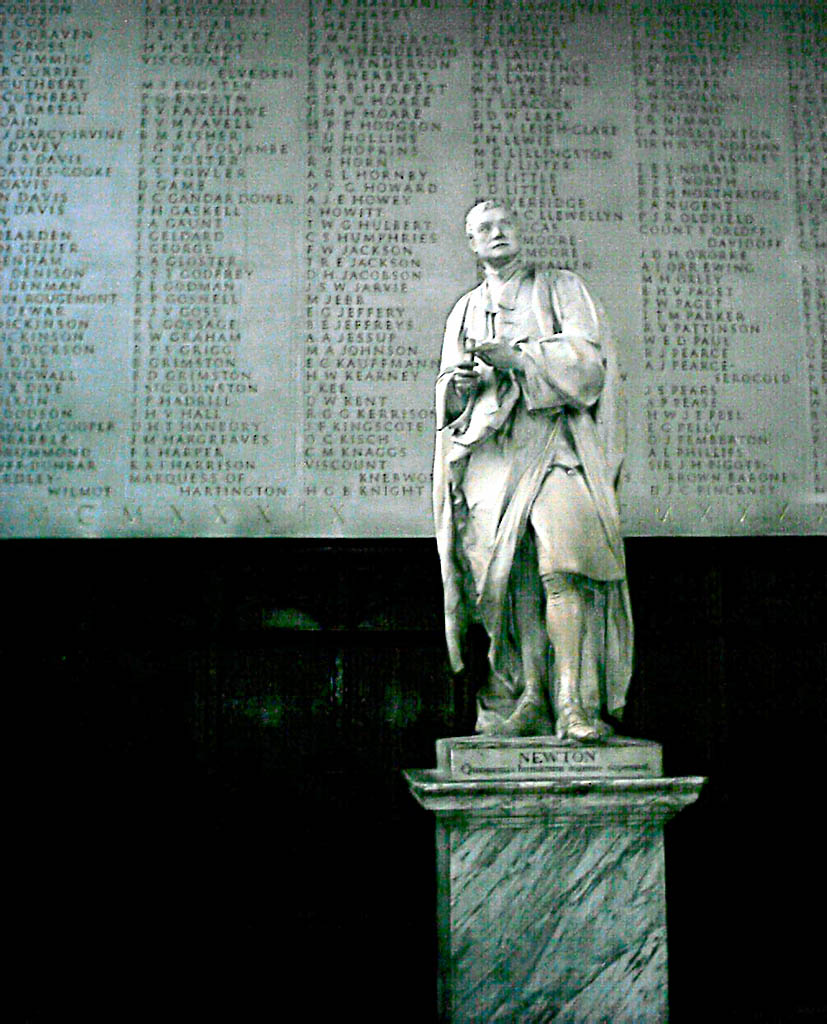
Statue d’Isaac Newton à Trinity College, Cambridge.

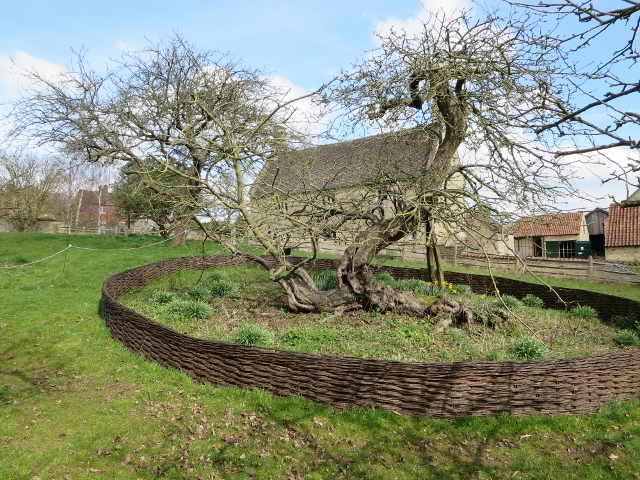
Pommier descendant du « Pommier de Newton », devant le manoir, duquel serait tombée la célèbre « Pomme de Newton » à l'origine de la Loi universelle de la gravitation de Newton.

### L'épisode de la pomme
C’est vers la fin de sa vie qu’aurait eu lieu l’épisode vraisemblablement légendaire de la pomme qui tombe de l’arbre sur sa tête, lui révélant les lois de la gravitation universelle. L'anecdote est rapportée par le physicien à son biographe et ami, William Stukeley, qui relate en 1752 une rencontre du 15 avril 1726 :
Pour ce qui est de la Lune, intervenue dans le raisonnement du jeune Newton, c'est John Conduitt (1688-1737), assistant de Newton et mari de la nièce de Newton, qui raconte ainsi la scène :
Cette anecdote difficile à situer au plan de l'historicité est par la suite mythifiée. Elle est probablement une reconstruction a posteriori de Newton pour expliquer le principe de la gravitation, ce qui n'empêche pas les visiteurs du manoir de Woolsthorpe de se faire photographier devant un grand pommier qui n'est même pas de l'époque du savant : l'arbre d'origine a été abattu lors d’une tempête en 1816. Cependant le manoir, acquis par le National Trust revendique posséder le « pommier de Newton », jeune arbre entouré d’une petite clôture de protection qui serait issu d'une repousse en 1820 de l'arbre d'origine.

### Mécanique céleste
En 1677, Newton reprend ses travaux sur la mécanique céleste, c’est-à-dire la gravitation et ses effets sur les orbites des planètes, selon les références sur l'inertie de Galilée et sur les lois de Kepler du mouvement des planètes ; et aussi en consultant Robert Hooke et John Flamsteed à ce sujet. En novembre 1684, il fait parvenir à Halley un petit traité de neuf pages avec le titre : De motu corporum in gyrum (Mouvement des corps en rotation). Montrant la loi en carré inverse, la force centripète, il contient les prémices des lois du mouvement de Newton que nous retrouvons dans son œuvre majeure Philosophiæ Naturalis Principia Mathematica — aujourd’hui connue sous le nom de Principia ou Principia mathematica — qui est publiée entièrement le 5 juillet 1687, divisée en trois tomes, grâce à l'aide financière et l’encouragement d’Edmond Halley. Les méthodes de calcul qu'il y utilise en font un précurseur du calcul vectoriel.
Dans son travail, Newton établit les trois lois universelles du mouvement qui resteront inchangées, sans aucune amélioration durant plus de deux siècles. Il se sert du mot poids, en latin gravitas, pour parler des effets de ce que nous appelons maintenant la gravité et il définit les lois de la gravitation universelle. Dans le même ouvrage, il présente la première analyse des déterminations fondée sur la vitesse du son dans l’air des lois d’Edmond Halley et de Robert Boyle.
Isaac Newton est déclaré « père de la mécanique moderne » grâce aux trois lois du mouvement qui portent son nom et énoncées telles qu'elles sont enseignées de nos jours :
- Principe d'inertie
- Principe fondamental de la dynamique
- Principe des actions réciproques

On appelle parfois cette dernière loi la loi d'action-réaction, expression susceptible de prêter à confusion (voir principe des actions réciproques).
Dans le langage courant, la Mécanique est le domaine de tout ce qui produit ou transmet un mouvement, une force, une déformation : machines, moteurs, véhicules, organes (engrenages, poulies, courroies, vilebrequins, arbres de transmission, pistons, etc.).
On parle ainsi de mécanique générale, de génie mécanique, de mécanique automobile, de sports mécaniques, de mécanique navale, de mécanique céleste, de mécanique quantique, de résistance mécanique des matériaux, etc.
Aujourd'hui, ses trois lois du mouvement, mises à mal par le développement de la thermodynamique au XIXe siècle, sont intégrées dans des théories plus générales : relativité restreinte, relativité générale et mécanique quantique. Cependant le génie de la mécanique de Newton réside dans la simplification, ce qui a contribué au développement des recherches dans le domaine de la mécanique classique, où la masse s'identifie à la matière et où l'on suppose une continuité parfaite.

### Philosophiae naturalis principia mathematica

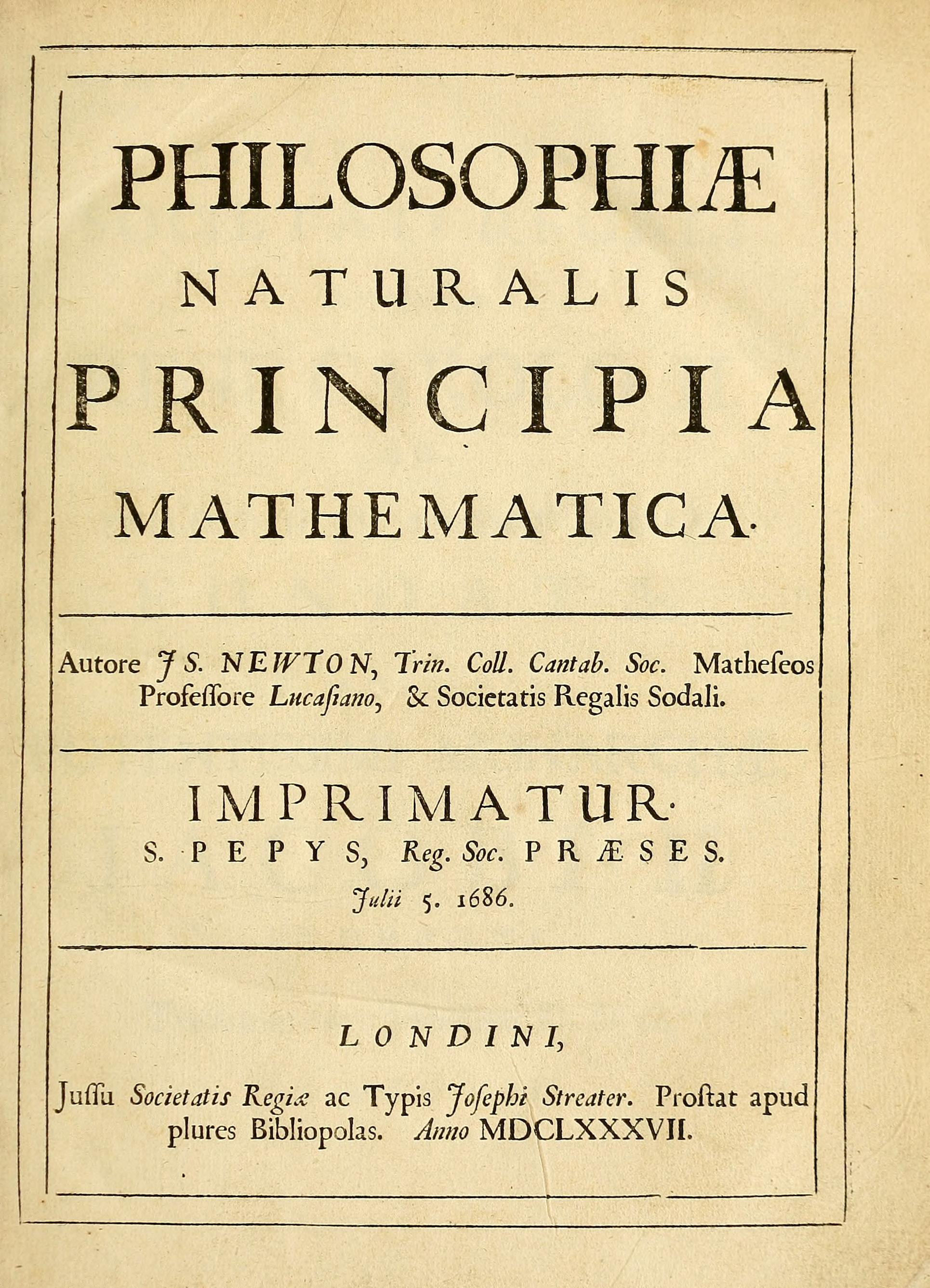
Page couverture d'une édition des Philosophiae naturalis principia mathematica.

Avec les Principia, Newton est reconnu internationalement. Il se forme un cercle d'admirateurs, dont le mathématicien genevois Nicolas Fatio de Duillier, avec qui il bâtit une relation intense qui dure jusqu'en 1693.
Son ouvrage majeur, Principes mathématiques de la philosophie naturelle, est publié en 1687. La version française en deux volumes avec une traduction des t. I et t. II de la marquise du Châtelet est éditée en 1756. Les travaux de Newton seront popularisés en France, grâce à la diffusion de ses idées par le philosophe des Lumières, Voltaire. Cependant, plusieurs querelles opposent longtemps newtoniens et cartésiens.
Cette œuvre marque un tournant pour la physique. Il y montre le mouvement des fluides et énonce le principe d’inertie, la proportionnalité des forces et des accélérations, l’égalité de l’action et de la réaction, les lois des collisions, et surtout la théorie de l’attraction universelle.

### Mathématiques

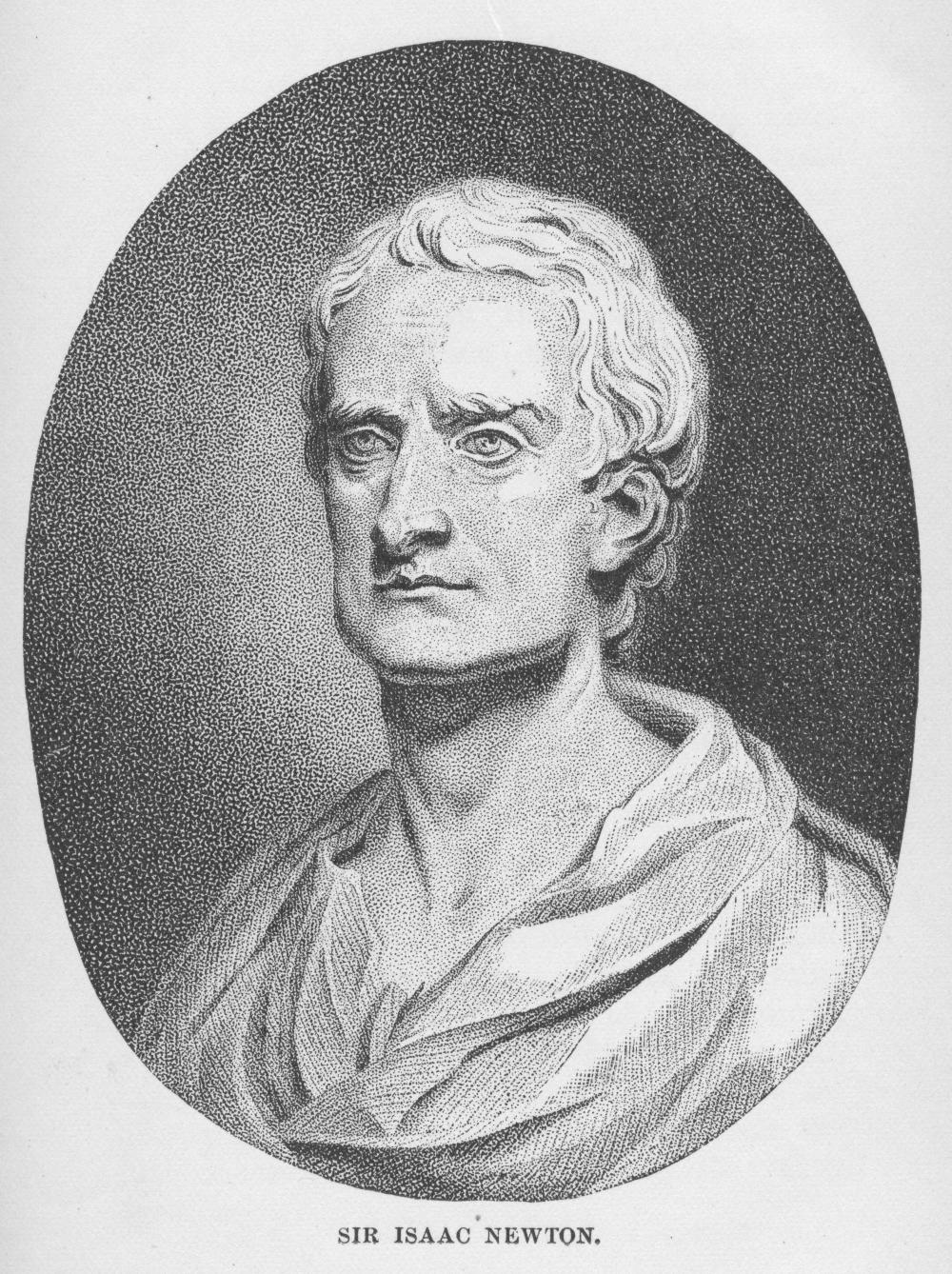
Isaac Newton (Sarah K. Bolton, Hommes célèbres de la science, New York, Thomas Y. Crowell & Co., 1889).

En plus de ses contributions à la physique, Newton, parallèlement à Gottfried Wilhelm Leibniz, élabore les principes fondateurs du calcul infinitésimal. Alors que Newton ne fait rien éditer sur sa méthode des infiniment petits ou des fluxions et les suites infinies avant 1687, Leibniz publie ses travaux en 1684. Si le problème de priorité de l'invention s'est posé, Newton dans son œuvre Principia publiée en 1687 rend hommage à la découverte de Leibniz en reconnaissant qu'il est parvenu aux mêmes résultats que lui par une méthode analogue à la sienne. Malgré cela, des membres de la Royal Society — dont Newton est membre — accusent Leibniz de plagiat, finissant par créer un différend en 1711. C'est ainsi que la Royal Society proclame dans une étude que Newton est le vrai découvreur de la méthode et Leibniz un imposteur. Ceci entache aussi bien la vie de Newton que celle de Leibniz, jusqu'à sa mort en 1716.
À partir de 1688, Newton entretient une relation très étroite avec le géomètre Nicolas Fatio de Duillier qui, fortement séduit par sa théorie de la gravitation, devient un spécialiste de ses écrits et travaille même à une nouvelle édition de l'ouvrage Philosophiæ Naturalis Principia Mathematica, mais ne l'achève pas. Fatio jouera un rôle important dans la polémique qui oppose Newton à Leibniz sur le calcul différentiel. Dans un mémoire publié en 1699, il sera le premier à lui reprocher — à juste titre — de ne pas mentionner Newton dans ses publications, et affirme que Leibniz connaissait le travail de Newton, insinuant ainsi qu'il a plagié le maître anglais, désignant Newton comme le premier inventeur de la méthode des infiniment petits,.
Newton est également connu pour sa formule du binôme. Il est le père des identités de Newton, de la méthode de Newton et des courbes cubiques planes (polynômes de degré trois à deux variables).
Il est le premier à avoir utilisé des indices fractionnaires en géométrie analytique pour résoudre les équations diophantiennes. Il a aussi estimé les sommes partielles de séries harmoniques en utilisant des logarithmes — un résultat précurseur d'une célèbre formule d'Euler — et trouvé une formule pour calculer le nombre pi (π). En 1669, il est élu professeur lucasien de mathématiques de l'université de Cambridge.

### La loi universelle de la gravitation

Deux orbites et deux éclipses.

En janvier 1684, Robert Hooke, Christopher Wren et Edmond Halley débattent sur le mouvement des planètes. Les trois hommes conviennent que le Soleil attire les planètes avec une force inversement proportionnelle au carré de leur distance. La question qu'ils se posent est celle de l'orbite que suivra une planète soumise à l'influence de cette force ; en s'abritant derrière les lois de Kepler, ils imaginent que ce sera une ellipse, mais ils manquent d'outils pour le démontrer. Hooke annonce qu'il a trouvé la solution, mais refuse de la révéler tant que les deux autres ne s'avouent pas vaincus. Halley et Wren reconnaissent leur échec, mais les mois passent et Hooke ne révèle toujours pas son secret. Alors Halley décide de poser la question à Isaac Newton, en présence du mathématicien Abraham de Moivre — un ami de Newton — dont les souvenirs sont les plus fiables. Sir Isaac répond aussitôt que ce serait une ellipse, parce qu'il l'a calculé. Quand Halley veut voir les calculs, Newton lui assure qu'il les a perdus. Richard S. Westfall (1924-1996), biographe de Newton soutient que cette excuse est peu crédible, car on conserve aujourd'hui les manuscrits qui contiennent les calculs en question. Quoi qu'il en soit, en novembre, Halley reçoit un bref manuscrit de neuf pages intitulé De motu corporum in gyrum (Du mouvement des corps en orbite) où il trouve ce qu'il attendait, et beaucoup plus que cela : une ébauche de la science générale de la dynamique. Halley reçoit l'autorisation de Newton pour commenter à la Royal Society l'œuvre qui, incorporée au tome I des Principia, paraîtra deux ans plus tard.
Newton découvre ainsi la loi universelle de la gravitation ou de l'attraction universelle en tant que cause des mouvements des planètes, unifiant ainsi la mécanique terrestre et la mécanique céleste. Il exprime cette loi de manière simplifiée par l'expression mathématique suivante :
{\displaystyle {\vec {F}}=-G{\frac {M_{A}M_{B}}{AB^{2}}}{\vec {u}}}
où {\displaystyle {\vec {u}}} est le vecteur unitaire indiquant la direction du mouvement, {\displaystyle {\vec {F}}} la force et {\displaystyle G} une constante de proportionnalité ou constante gravitationnelle. Par sa formule résultante des trois lois de Kepler, il explique et démontre les mouvements des planètes sur leur orbite.
En réalité, Newton avait mûri au fil des années cette théorie du mouvement des planètes. Ainsi, dès l'époque de l'épidémie de peste — vers 1665 —, il avait commencé à étudier l'attraction du Soleil sur les planètes. Puis il passa à l'étude de la Lune, mais avec les données sur la Terre dont il disposait à l'époque, les calculs ne tombaient pas juste. Lorsque, en 1675, furent publiés les calculs plus exacts des mesures terrestres réalisés par l'astronome français Jean Picard (1620-1682), il put reprendre ses calculs et vérifier que l'hypothèse était juste. Sa vision du mouvement des corps célestes continua d'évoluer et, au milieu de la décennie 1680, il avait généralisé la théorie de l'action à distance à presque tous les phénomènes de la nature. À cette époque, il vivait complètement immergé dans son œuvre.
Selon la loi de la gravitation de Newton, la gravitation n'est pas seulement une force exercée par le Soleil sur les planètes, mais tous les objets du cosmos s'attirent mutuellement, ajoutant que les planètes ne parcourent pas deux fois la même orbite.
La mécanique céleste, qui repose sur les trois lois de Kepler et la loi universelle de la gravitation de Newton, suffit, encore aujourd'hui, à expliquer par le calcul les mouvements des astres dans un univers local, tel que le système solaire, !

## Newton hors du cadre des sciences naturellesstricto sensu

### Newton et la religion
Newton fut profondément religieux toute sa vie. Fils de puritains, il passe plus de temps à l'étude de la Bible que de la science. Une étude de tout ce qu'il a écrit révèle que, sur les 3 600 000 mots qu'il a écrits, seuls 1 000 000 concernent la science et 1 400 000 la théologie. Il a notamment produit des écrits sur la Bible et les Pères de l'Église, dont An Historical Account of Two Notable Corruptions of Scripture, une critique textuelle des Saintes Écritures qui a été remarquée. À Cambridge, John Locke, à qui il a parlé de ses écrits théologiques, l'engage à persévérer.
Il croit en un monde immanent, mais rejette l'hylozoïsme implicite de Leibniz et Spinoza. Il voit une évidence du dessein divin dans le système solaire : « L'admirable uniformité du système planétaire force à y reconnaître les effets d'un choix ». Il insiste cependant sur le fait qu'une intervention divine serait requise pour « réparer » le système en raison de la lente croissance de son instabilité.
Isaac Newton appartient à la franc-maçonnerie. Il est un ami de Jean Théophile Désaguliers et de James Anderson, qui ont fondé la Grande Loge de Londres en 1717, marquant le passage de la maçonnerie opérative à la maçonnerie spéculative moderne.
Selon un avis contesté par Snobelen, T. C. Pfizenmaier soutient que la vision de Newton sur la Trinité est plus proche de celle de l'Église orthodoxe que de celle des catholiques romains, des anglicans et de la plupart des protestants.
L'historien Stephen D. Snobelen dit « [qu']Isaac Newton était un hérétique. Cependant […] il ne fit jamais de déclaration publique sur sa propre foi que les orthodoxes auraient considérée comme extrêmement radicale. Il cacha si bien sa foi que les chercheurs n'ont toujours pas réussi à élucider ses propres croyances ». Snobelen conclut que Newton était au moins sympathisant du socinianisme — il possédait et avait lu consciencieusement au moins huit ouvrages sociniens —, probablement un arien et surtout un antitrinitarien ; trois formes ancestrales de ce que l'on nomme aujourd'hui l'unitarisme. À une époque notoire pour son intolérance religieuse, il existe peu de traces de l'expression publique des vues radicales de Newton, les plus notables sont ses refus de l'ordination et, sur son lit de mort, celui du dernier sacrement.
Cette attitude prend un éclairage nouveau avec l'avis autorisé exprimé par l'économiste John Maynard Keynes, qui a acheté et analysé les manuscrits de Newton, longtemps tenus confidentiels par la famille de Newton du fait de leur contenu. Il en a dressé une synthèse dans une lettre, « Newton, the Man », qui a été lue en juillet 1946 par son frère Georges, lors des célébrations du bicentenaire de la mort de Newton.
Keynes conclut son analyse en affirmant que Newton « était plutôt monothéïste judaïsant de l'école de Maïmonide. Il arriva à cette conclusion, non pas sur des bases pour ainsi dire rationnelles ou de doutes, mais entièrement en interprétant les anciennes autorités. Il était persuadé que les documents révélés ne donnaient aucun support aux doctrines de la Trinité qui étaient dues à des falsifications tardives. Le Dieu révélé était un seul Dieu ».
Newton a ainsi adopté ce qu'on pourrait nommer « un positivisme méthodologique, en vertu duquel est reconnue l'autonomie du discours scientifique, sans que cette attitude en matière d'épistémologie implique le renoncement à tout arrière-plan métaphysique et théologique. » C'est ainsi que, bien que la loi universelle de la gravitation soit sa découverte la plus connue, Newton a mis en garde ceux qui verraient l'Univers comme une simple machine, en affirmant : « La gravité explique le mouvement des planètes, mais elle ne peut expliquer ce qui les mit en mouvement. Dieu gouverne toutes choses et sait tout ce qui est ou tout ce qui peut être,,. »
Newton a écrit un manuscrit non publié, Irenicum, dans lequel il soutient une vision latitudinaire de la théologie.

### Newton et Leibniz

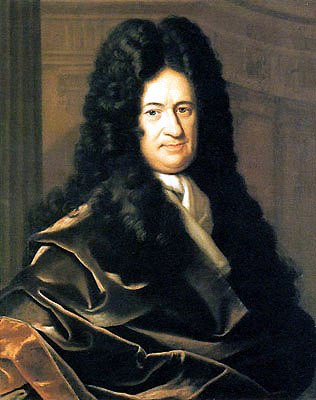
Gottfried Wilhelm Leibniz, philosophe, mathématicien et scientifique allemand.

La controverse qui a opposé ces deux grands esprits au tout début du XVIIIe siècle, a porté principalement sur deux points. L’un, assez secondaire, concernait leur commune revendication de la découverte du calcul infinitésimal, l’autre, beaucoup plus important, avait trait aux raisons profondes de leur opposition sur la théorie de la gravitation. Si, pour Gottfried Wilhelm Leibniz, le mouvement des planètes autour du soleil est dû à la circulation harmonique d’un éther fluide autour du soleil qui emporterait les étoiles, c’est à cause de sa conception du monde. En effet, sa métaphysique lui interdit de concevoir un espace vide, car ce serait « attribuer à Dieu une production très imparfaite ». Les cartésiens sur ce point étaient proches de Leibniz de sorte que Roger Cotes durant la controverse désignera cartésiens et leibniziens sous le terme de « plénistes ». Bien qu'étant un des premiers partisans de René Descartes en Angleterre, Henry More, un philosophe de l'école dite des Platoniciens de Cambridge, sera un des premiers à s'opposer à cette conception en affirmant « l'existence effective de l'espace vide infini ». D'une certaine manière, il ouvre une voie que suivra en partie Newton ultérieurement.
La controverse sera menée avec l'aval de Newton par certains de ses proches tels que Samuel Clarke et Roger Cotes. Elle visait Leibniz et les cartésiens mais ces derniers n'y répondirent pas. Elle a porté sur la conception de Dieu et de façon adjacente sur la notion de liberté et de rationalité. Le sens de cette controverse est important à saisir car pour Alexandre Koyré la victoire de Newton fut une victoire à la Pyrrhus remportée à un prix désastreux « C’est ainsi que la force d’attraction — qui, pour Newton, était la preuve de l’insuffisance du mécanisme pur et simple, une démonstration de l’existence des forces supérieures, non mécaniques, la manifestation de la présence et de l’action de Dieu dans le monde — cessa de jouer ce rôle pour devenir une force purement naturelle, propriété de la matière qui ne faisait qu’enrichir le mécanisme au lieu de le supplanter ».
Concernant la conception de Dieu, pour Alexandre Koyré, « l'opposition fondamentale est cependant parfaitement claire : le Dieu de Leibniz n'est pas le Seigneur newtonien, qui fait le monde comme il l'entend et continue à agir sur lui comme le Dieu de la Bible l'avait fait pendant les six premiers jours de la Création. Il est, si j'ose poursuivre la comparaison, le Dieu biblique au jour du Sabbat le Dieu qui a achevé son œuvre et trouve qu'elle représente …le meilleur des mondes possibles… ». À l'inverse de Leibniz, comme l'écrira Samuel Clarke, pour Newton le Monde est réformable et s'il a découvert les lois de l'attraction universelle, il n'a trouvé aucune nécessité à ce que ces lois fussent telles qu'elles sont. Il a simplement constaté leur existence.
Cette recherche de lois nécessaires par les leibniziens nie pour Samuel Clarke la liberté des agents. Aussi dans sa quatrième réponse à Leibniz, il écrira : « La Doctrine que l’on trouve ici, conduit à la Nécessité & à la Fatalité, en supposant que les Motifs ont le même rapport à la volonté d’un Agent intelligent que les Poids à une Balance… Mais les Êtres intelligents sont des Agents ; ils ne sont point simplement passifs & les Motifs n’agissent pas sur eux, comme les Poids agissent sur une Balance. Ils ont des forces actives… ».
Chez Leibniz et chez certains cartésiens français comme Nicolas Malebranche, il y a l'idée que par sa raison, l'homme « peut trouver avec évidence ce que Dieu pouvait faire de mieux ». Au contraire, chez Newton et les newtoniens, la raison tend à chercher à observer les faits, à les expliquer, mais il y a une certaine volonté à ne pas se laisser entraîner vers des explications totales. Newton écrit dans les Philosophiae naturalis principia mathematica : « J'ai expliqué jusqu'ici les phénomènes célestes & ceux de la mer par la force de la gravitation, mais je n'ai assigné nulle part la cause de cette gravitation ».

### Influence de Newton sur les autres sciences auXVIIIesiècle
Pour Georges Gusdorf, « l'imitation de Newton devient l'ambition secrète de tous les savants, quelle que soit leur science. Le système de Newton de l'intelligibilité est admis comme le prototype de toute connaissance parvenue à un état d'achèvement définitif ».
Pour Dellemotte, chez Adam Smith, dans la Théorie des sentiments moraux, la sympathie occupe dans le domaine moral la même fonction que le principe de gravitation. Rappelons qu'Adam Smith est un admirateur de Newton et qu'il a rédigé une Histoire de l'astronomie d'une grande importance pour comprendre le cadre de sa pensée. Pour Élie Halévy, l'utilitarisme de Jeremy Bentham peut se définir comme « un newtonianisme, ou si l'on veut, un essai de newtonianisme appliqué aux choses de la politique et de la morale » où le principe de l'association et celui de l'utilité tiennent le rôle du principe de l'attraction universelle chez Newton.
D'Alembert, dans le Discours préliminaire à l'Encyclopédie, loue Newton d'avoir appris à la philosophie (à l'époque, ce mot désigne aussi la science) « à être sage, et à contenir dans de justes bornes cette espèce d'audace que les circonstances avaient forcé Descartes à lui donner ». Cette approche marque l'Encyclopédie qui doit accepter que la connaissance soit lacunaire et que l'esprit ne puisse pas tout ordonner, mesurer et ranger. Si D'Alembert a entendu parler des travaux métaphysiques de Newton, il les tient pour peu importants ; pour lui, le Newton de la métaphysique est John Locke, dont « on peut dire qu'il créa la métaphysique à peu près comme Newton avait créé la physique ». En France, la réception de la théorie de la gravitation de Newton sera lente, car elle mettra du temps à supplanter la théorie de René Descartes fondée sur les tourbillons ; elle finit de s'imposer avec la parution de l'Encyclopédie.

## Newton et l'alchimie

### Synthèse entre le mécanisme et l'alchimie

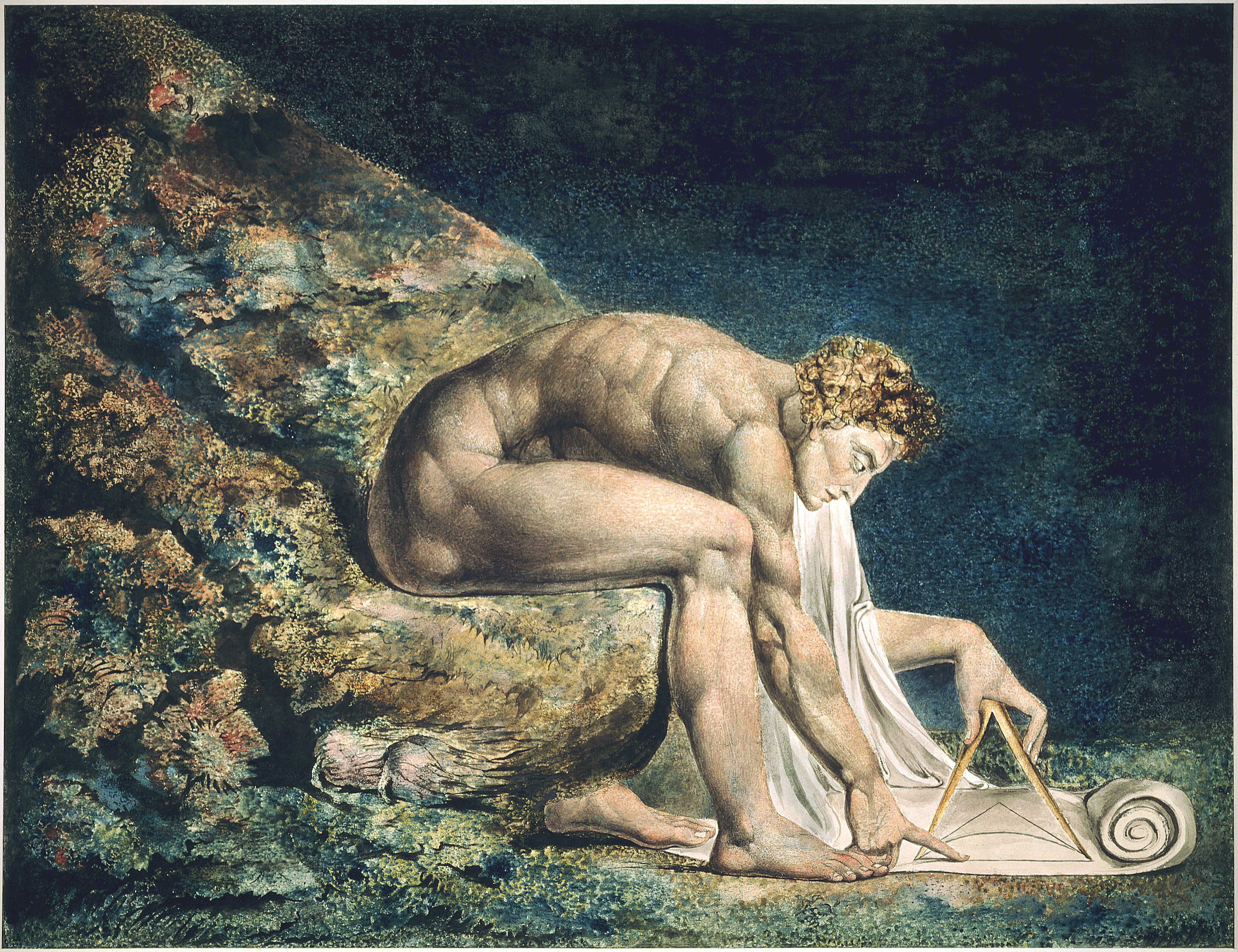
Newton, par William Blake. Sur cette toile, Newton est montré comme un géomètre divin.

Newton s'initie à la chimie en 1666 par la lecture du livre de Robert Boyle Of Formes, dont il tire un glossaire chimique. Il commence à étudier de façon très intensive l'alchimie, en 1668 ou 1669 et poursuit ses recherches pendant au moins trente ans, jusqu'en 1696, à la suite de l'explosion de son laboratoire. Ses premières tentatives de publication de travaux (concernant l'optique) se soldant par des controverses épuisantes — avec Hooke notamment —, il se réfugie dans le mutisme au moment où il plonge dans les recherches alchimiques. En outre, il fait certainement partie d'un réseau secret d'alchimistes probablement constitué à partir du cercle Hartlib de Londres. Il se choisit également le pseudonyme alchimique Ieoua Sanctus Unus qui signifie en français : « Jéhovah Unique Saint », mais qui est aussi une anagramme d’Isaac Neuutonus. Durant plus de 25 ans, Newton conservera le secret sur ses activités et surtout sur ses contacts, desquels il reçoit de très nombreux ouvrages et traités alchimiques, qu'il annote et recopie jusqu'à se constituer une des plus vastes bibliothèques alchimiques de son époque.
Une grande partie de ses écrits de tradition alchimiste, non publiés, seront oubliés ou mal interprétés : lorsqu'en 1872 un descendant de sa sœur fait don à l'université de Cambridge des écrits et livres conservés par sa famille, le bibliothécaire renvoie à celle-ci une malle contenant les écrits « n'étant pas de nature scientifique » dont une grande partie de ses travaux alchimiques.
L'absence, jusqu'en 1936, d'étude d'une grande partie de ses manuscrits alchimiques, l'énorme influence de Newton sur le monde scientifique ainsi qu'un mouvement de rejet de l'alchimie né au cours du XVIIIe siècle, amènent une grande partie de ses premiers biographes à différents types d'approches. Par exemple, David Brewster, auteur de la première biographie scientifique de référence, tente de séparer l'alchimie pratiquée par Newton de celle qu'il considère comme une supercherie tout en ne comprenant pas qu'un tel génie ait pu s'abaisser à cette pratique ; Louis Trenchard More considère que les travaux alchimiques de Newton n'étaient qu'une façon de « se délasser l'esprit », qu'ils auraient pu être gouvernés par l'appât du gain ou encore qu'ils étaient le symptôme d'une tension mystique sans rapport avec le reste de son œuvre scientifique. L'alchimie à laquelle Newton se forme et qu'il pratique durant de nombreuses années est ainsi une facette souvent méconnue de son œuvre.
Pour Keynes, qui réunira la plupart de ces écrits dispersés lors d'une vente aux enchères en 1936, « Newton n'est pas le premier de l'âge de la Raison. Il est le dernier des Babyloniens et des Sumériens, le dernier grand esprit qui a contemplé le monde visible et intellectuel avec les mêmes yeux que ceux qui ont commencé à construire notre héritage intellectuel il y a quelque 10 000 ans ». Ce n'est qu'après la redécouverte de ces manuscrits que ses biographes replaceront ses travaux alchimiques dans l'ensemble de son œuvre scientifique.
Au XVIIe siècle, l'alchimie a une réputation ambiguë. Souvent considérée populairement comme faisant partie du domaine des charlatans à cause de la quête de la transformation des métaux en or, l'alchimie est cependant continûment pratiquée et étudiée durant tout le XVIIe siècle par de nombreux philosophes de la nature parce qu'elle propose une vision d'ensemble cohérente pour la totalité des phénomènes naturels,. En ce sens, elle rejoint la philosophie mécaniste dans sa volonté d'une description universelle de la Nature.

« La transformation des corps en lumière et de la lumière en corps est très conforme au cours de la nature, qui semble se complaire aux transmutations. »

En revanche, les deux philosophies sont séparées de façon fondamentale sur un point : pour les mécanistes la matière est inerte, composée de particules caractérisées par leur forme et dont le mouvement est régi uniquement par les lois simples du choc ou de la pression ; pour les alchimistes la matière n'est que le véhicule de principes actifs qui régissent le monde selon des lois d'attraction et de répulsion, de copulation de principes mâle et femelle, et dont l'esprit est partie prenante.

« Concevons les particules des métaux […] comme douées d'une double force. La première est une force d'attraction et est plus forte, mais elle décroît rapidement avec la distance. La seconde est une force de répulsion qui décroît plus lentement, et, pour cette raison, s'étend plus loin dans l'espace. »

Néanmoins, pour les philosophes de l'époque de Newton, la séparation des deux philosophies n'est pas forcément évidente, et elles peuvent même être conçues comme complémentaires. Richard Westfall avance que ce sont peut-être les possibilités de description universelle offertes par le mécanisme et l'alchimie qui ont poussé Newton à ne se fermer aucune des deux voies de travail. L'intérêt de Newton pour l'alchimie résiderait dans une « rébellion » contre les limites restrictives imposées par la philosophie mécaniste ainsi que par la volonté de dépasser le mécanisme de René Descartes.
Dans un ouvrage intitulé De la gravitation et de l'équilibre des fluides (daté au plus tôt de 1668), il reproche notamment à Descartes un « athéisme » découlant de la stricte séparation du corps et de l'âme et de la supposition selon laquelle le monde matériel mécaniste n'a pas de dépendance envers Dieu. Pour B. J. T. Dobbs, une première période d'études alchimiques, qui s'achève en 1675, et toute la suite de ses recherches scientifiques visent à intégrer la mécanique et l'alchimie en une synthèse réconciliant la vision corpusculaire et neutre de la matière d'une part et les interactions à distance (ou « affinités ») d'autre part, ce qu'il réalisera in fine grâce à l'introduction du concept de force. Le concept de force, et notamment de la force d'attraction gravitationnelle, bien qu'actuellement considéré comme le fondement même de la mécanique était en effet considéré à l'époque par les mécanistes comme une résurgence de l'occultisme et provoqua de vives réactions comme celle de Christiaan Huygens qui écrit en 1687 quelques jours après la sortie des Principia : « Je souhaite de voir le livre de Newton. Je veux bien qu'il ne soit pas Cartésien pourvu qu'il ne nous fasse pas des suppositions comme celle de l'attraction ».

### Recherches et études alchimiques
Par l'ampleur de son travail dans ce domaine, Newton peut être considéré comme un alchimiste hors pair en Europe. De 1668 à 1675, Isaac Newton pratique l’alchimie. En 1669, sa comptabilité indique une importante acquisition de matériel de laboratoire liée à ses travaux en alchimie : un fourneau, un mélangeur, divers produits chimiques et une compilation de traités d'alchimie.
Certains considèrent que l'alchimie est présente à des degrés divers dans toute son œuvre scientifique et qu'elle permet d'en comprendre la genèse voire l'unité,. Pour ses travaux, il se fondera sur une abondante bibliographie, dont les ouvrages suivants :
- le grand recueil alchimique du Theatrum chemicum[100]
- Zosime de Panopolis[réf. nécessaire]
- le pseudo-Geber (nom latin de l'alchimiste arabe Jabir Ibn Hayyan)
- Eyrénée Philalèthe (pseudonyme de George Starkey), L’Entrée ouverte au palais fermé du roi
- Michael Maier, Artifex chymicus
- Basile Valentin, Le Char triomphal de l’antimoine
- le Cosmopolite (pseudonyme de Michael Sendivogius), La Nouvelle Lumière chymique
- Jean d'Espagnet, Arcanum hermeticum

Il établit une synthèse qui, appliquée à l’astronomie, lui fait tirer les conclusions suivantes : « La meilleure eau est attirée par le pouvoir de notre Soufre qui gît caché dans l’antimoine. Car l’antimoine était dénommé Aries [Bélier] par les Anciens. Parce qu'Aries est le premier signe du zodiaque dans lequel le Soleil commence à être exalté et que l’or est surtout exalté dans l’antimoine […]. L’air engendre le Chalybs ou aimant, et cela fait apparaître l’air. Ainsi le père de celui-ci est le Soleil (l’or) et sa mère la Lune (l’argent). C’est ce que porte le vent dans son ventre ». Plus tard, il pense avoir découvert le mercure philosophique et donne la modalité précise de l’opération.
Il fonde « l’hypothèse 3 » : « Tout corps peut être transformé en n’importe quel autre corps, et prendre successivement tous les degrés de qualités. »

## Postérité

### Diffusion des idées de Newton
La diffusion des idées de Newton ne s'est faite qu'assez lentement, mais fut tout à fait profonde sur le long terme. Ses travaux mathématiques sont diffusés et prolongés par Humphry Ditton en 1706 puis par William Jones en 1711. La première édition de l'ouvrage le plus célèbre de Newton, les Principia, rédigés de plus en latin, n'avait été imprimée qu'à 250 exemplaires. Une seconde édition de 750 exemplaires en 1713 a accéléré cette diffusion.
Le premier scientifique français qui a pris connaissance de l'œuvre de Newton fut Maupertuis, qui lors de son séjour en Angleterre en 1728, a appartenu à la Royal Society de Londres. Maupertuis était membre de l'Académie des sciences en France. De retour à Paris, Maupertuis décida de faire reconnaître à ses pairs les théories de Newton : il publia un texte Sur les lois de l'attraction dans les Mémoires de l'Académie en 1732, puis un Discours sur la figure des astres. À cette occasion, Maupertuis noua une amitié avec Voltaire. Les travaux de Maupertuis sur Newton relancèrent les débats entre partisans et adversaires de ce dernier.
C'est paradoxalement un homme de lettres, philosophe français de surcroît, qui va propager les idées de Newton : Voltaire fit un séjour en Angleterre entre 1726 et 1728 et fut très impressionné par les funérailles nationales de Newton auxquelles il assista en avril 1727. Lors de son séjour, parmi les nombreux contacts à haut niveau qu'il put avoir, Voltaire entretint des relations avec Samuel Clarke, ami de Newton. Il n'eut de cesse, par la suite, de répandre les idées nouvelles dans une France qui était encore acquise à la théorie des tourbillons de Descartes. Voltaire écrivit deux essais sur Newton : l’Épître sur Newton en 1736, et les Éléments de la philosophie de Newton en 1738.
L'Encyclopédie de Diderot et d'Alembert va également contribuer à répandre les théories de Newton, par l'intermédiaire des articles d'astronomie dont la rédaction a été prise en charge principalement par d'Alembert, mathématicien et philosophe, qui salue le génie de Newton dans le Discours préliminaire de l'Encyclopédie, et lui consacre bien sûr un article.
Au XIXe siècle, l'influence de Newton fut si profonde que Claude Henri de Rouvroy de Saint-Simon prit la gravitation universelle comme principe fondamental de son système philosophique.
Au XXe siècle, l'historien et philosophe des sciences Thomas Kuhn estime que Newton est à l'origine d'une des plus grandes révolutions scientifiques de l'Histoire.

### La mécanique newtonienne aujourd'hui
Certains phénomènes qui restaient sans solution dans le cadre de la mécanique newtonienne, comme la précession du périhélie de Mercure, trouvent aujourd'hui une explication avec la théorie de la relativité générale d'Einstein. Notons en outre que la loi de Newton n'est pas capable de s'appliquer aux trous noirs, ni à la déviation de la lumière par la gravitation. Le philosophe des sciences Thomas Kuhn affirme que la théorie d'Einstein ne peut être acceptée que si l'on tient celle de Newton pour fausse. De surcroît, Einstein définit plutôt la gravitation par les torsions de l'espace-temps. Il s'agit d'une nouvelle révolution scientifique, qui s'accompagne d'un changement majeur de paradigme.

### Hommages
De nombreux instruments, méthodes, objets et institutions ont été dénommés en hommage à Isaac Newton. Pour les articles qui leur sont consacrés, voir la page Newton , notamment dans les domaines de l'astronomie et de la planétologie, des mathématiques et de la physique.

## Œuvres

### Œuvres scientifiques
- De motu corporum in gyrum (Du mouvement des corps sur orbite), ouvrage envoyé à Edmond Halley en 1684. En français : Du mouvement des corps, Gallimard, coll. « Tel », Paris, 1995  (ISBN 2-07-072560-X)
- De gravitatione et equipondio fluidorum. En français : De la gravitation, Gallimard, coll. « Tel », Paris, 1995  (ISBN 2-07-072560-X)
- Philosophiae naturalis principia mathematica, Londres, 1687, 2e éd. 1713, 3e éd. 1726.
- Opticks, Londres, 1704. Il s'agit d'un ouvrage majeur dans l'histoire des sciences, traitant de la lumière et de sa composition. En français : Optique, Christian Bourgois éditeur, Paris, 1989.
- Arithmetica universalis, publié en 1707 rassemble des notations sur divers concepts mathématiques.
- Lectiones opticae, publié à titre posthume en 1728.

### Autres œuvres, publiées à titre posthume
- Method of Fluxions and Infinite series (« Méthode des fluxions et des suites infinies ») : ouvrage qui présente la méthode des suites de fractions continuées à l'infini, et qui l'applique au calcul des tangentes (correspondant au concept moderne de dérivée), daté par l'auteur de 1671 mais publié en 1736 seulement, après sa mort, et traduit par John Colson du latin en anglais ; traduit en français par Buffon en 1740[111].
- A treatise of the system of the world, publié à titre posthume en 1728.
- The chronology of ancient kingdoms amended (La chronologie des anciens royaumes corrigée), publié à titre posthume en 1728.
- Observations upon the prophecies of Daniel and the apocalypse of St John, publié à titre posthume en 1733.
- Two letters of Sir Isaac Newton to M. Leclerc…containing a Dissertation upon the Reading of the Greek Text, publié à titre posthume en 1754.

### Œuvres non publiées
- Of Natures Obvious Laws & Processes in Vegetation (Des lois évidentes de la nature et du processus de la végétation) (1671–75), ouvrage sur l'alchimie non publié[112].

### Ouvrages rassemblant des écrits de Newton
- Écrits sur la religion, Gallimard, Paris, 1996, 263 p.  (ISBN 2-07-073814-0) (pr&ésentation en ligne).

### Ouvrages numérisés
- Sur Archive.
- Sur Gallica.
- (en) Opticks, or a Treatise of the Reflections, Refractions, Inflexions and Colours of Light, 4e édition (1730), ouvrage numérisé sur archive.org
- Principes mathématiques de la philosophie naturelle, traduit en français par la marquise du Châtelet (lire en ligne sur Gallica : vol. 1 et vol. 2)..
- (el) Carnet manuscrit de Newton, étudiant à Trinity College (1661-1665), numérisé par l'Université de Cambridge
- Optique de Newton, t. I et t. II, sur Gallica, traduction française de Jean-Paul Marat (1787)

- La publication des Principia de Newton, ses conséquences en France, sur la bibliothèque numérique de l'Observatoire de Paris

## Dans la culture
- Sur Newton, Alexander Pope a écrit une épitaphe notoire :

« La Nature et ses lois gisaient dans la nuit.
Alors Dieu dit : « Que Newton soit ! » et la lumière fut. »
- William Blake a fait de Newton le sujet de l'une de ses gravures, en 1795.
- Newton est l'un des personnages de la pièce de théâtre Les Physiciens de Friedrich Dürrenmatt.
- Isaac Newton est l'un des personnages réguliers de la Rubrique-à-brac de Gotlib. Il y apparaît dans un gag récurrent mettant en scène la pomme qui, en lui tombant sur la tête, l'amène à concevoir la théorie de la gravitation. La pomme est remplacée, dans de nombreux gags, par des objets de toute sorte voire des animaux, quand ce n'est pas lui qui tombe sur le sujet. Il est assez résigné à ce statut de victime et interpelle le lecteur à l'occasion : « Je sens que ça va encore être pour ma pomme ».
- Isaac Newton apparaît dans le film L'Histoire de l'humanité d'Irwin Allen avec Hedy Lamarr.
- Isaac Newton apparaît dans l'animé Vision d'Escaflowne, bien qu'il ne soit jamais désigné que sous le nom d'« Isaac ». Transporté dans un autre monde, Gaïa, il apportera sa science à une nation pauvre et aride pour en faire le plus puissant empire industriel de la planète[113].
- Dans la série Star Trek : La Nouvelle Génération, Data joue régulièrement au poker dans son holodeck en compagnie d'Isaac Newton ainsi que d'Albert Einstein et Stephen Hawking.
- Isaac Newton est le personnage central du roman de Philip Kerr, Le Chiffre de l'alchimiste, qui se déroule à l'époque où le savant est en poste au Royal Mint.